# Jardín Botánico de la Presle
El Jardín Botánico de la Presle ( en francés: Jardin Botanique de la Presle o también conocido como Centre botanique de la Presle) es un jardín botánico de unas 2 hectáreas de extensión, en La Presle, Nanteuil-la-Forêt, Marne, Champagne-Ardenne, Francia. 
El código de identificación del Jardin Botanique de la Presle como miembro del "Botanic Gardens Conservation Internacional" (BGCI), así como las siglas de su herbario es PRESL.

## Localización
Centre Botanique de la Presle Lieu-dit "La Presle", Hameau de la Presle Nanteuil La Foret CP 51480 Département de Marne, Champagne-Ardenne, France-Francia.
Planos y vistas satelitales.49°5′56.04″N 3°52′8.04″E / 49.0989000, 3.8689000
Está abierto a diario excepto los domingos. Se cobra una tarifa de entrada. 

## Historia
El jardín comenzó como consecuencia de un vivero privado, y se desarrolló a través de los años en respuesta a los recorridos de recolección de plantas a Kirguistán, este de Anatolia, la Península Balcánica, y Sierra Nevada. 
En 1995 tuvo el reconocimiento del Conservatoire des Collections Végétales Spécialisées (CCVS) (Conservatorio de colecciones vegetales especializadas) gracias a su colección de spiraeas, con tres reconocimientos adicionales en el 2000 por sus colecciones de Caragana, Saxifraga, y sauces (Salix). 
Se convirtió en un jardín botánico formal en el 2001, y en el 2005 fue denominado como un Jardin Remarquable por el ministro de cultura.

## Colecciones
Actualmente el jardín contiene:
- Rosas antiguas más de 500 variedades
- Plantas alpinas, en su mayor parte procedentes de las regiones de Asia Central
- Colección de Fabaceae,
- Colección de Lamiaceae, y Lonicera
- Una gran variedad de arbustos incluyendo Deutzia, Cornus, Crataegus, y Philadelphus
- Colección de pruebas de plantas Mediterráneas.
- Laberinto del Cáucaso
- Colección de topiaria con formas de monstruos.